# Lukovo (Vrbovec)
Lukovo  falu Horvátországban Zágráb megyében. Közigazgatásilag Vrbovechez tartozik.

## Fekvése
Zágrábtól 35 km-re északkeletre, községközpontjától 4 km-re északra fekszik.

## Története
A település első írásos említése az 1771-es egyházi vizitációban történt "Vlaška Luka" alakban. 1802-ben a Patacsich és Galjuf családok birtoka volt. Az uradalmi major 1880 körül a Josipovac-major volt. A falu lakói szabadok voltak, akik kiváltságaik fejében katonai szolgálatra voltak kötelezve.
1857-ben 195, 1910-ben 354 lakosa volt. Trianonig Belovár-Kőrös vármegye Kőrösi járásához tartozott. 2001-ben 181 lakosa volt.

## Lakosság
| Lakosság változása | Lakosság változása | Lakosság változása | Lakosság változása | Lakosság változása | Lakosság változása | Lakosság változása | Lakosság változása | Lakosság változása | Lakosság változása | Lakosság változása | Lakosság változása | Lakosság változása | Lakosság változása | Lakosság változása |
| ------------------ | ------------------ | ------------------ | ------------------ | ------------------ | ------------------ | ------------------ | ------------------ | ------------------ | ------------------ | ------------------ | ------------------ | ------------------ | ------------------ | ------------------ |
| 1857               | 1869               | 1880               | 1890               | 1900               | 1910               | 1921               | 1931               | 1948               | 1953               | 1961               | 1971               | 1981               | 1991               | 2001               |
| 195                | 220                | 202                | 242                | 316                | 354                | 338                | 358                | 313                | 325                | 304                | 259                | 238                | 187                | 181                |

## Nevezetességei
"Višegrad" középkori régészeti lelőhely.

## Külső hivatkozások
Vrbovec város hivatalos oldala